# Goincourt
Goincourt település Franciaországban, Oise megyében. Lakosainak száma 1582 fő (2022. január 1.). Goincourt Beauvais, Le Mont-Saint-Adrien, Rainvillers, Saint-Paul és Aux Marais községekkel határos.

## Népesség
A település népességének változása:
| Lakosok száma | 1245 | 1244 | 1343 | 1390 | 1467 | 1544 | 1560 | 1571 | 1582 |
|               | 2013 | 2015 | 2016 | 2017 | 2018 | 2019 | 2020 | 2021 | 2022 |